# Aleurotrachelus ishigakiensis
Aleurotrachelus ishigakiensis là một loài côn trùng cánh nửa trong họ Aleyrodidae, phân họ Aleyrodinae.
Aleurotrachelus ishigakiensis được Takahashi miêu tả khoa học đầu tiên năm 1933.